# 1965年の文学
1965年の文学（1965ねんのぶんがく）では、1965年（昭和40年）の文学に関する出来事について記述する。

## できごと
- 1月19日 - 第52回芥川龍之介賞・直木三十五賞（1964年下半期）の選考委員会開催。
- 7月 - 山崎豊子の『白い巨塔』（新潮社）が刊行される。同書は1965年年間ベストセラーの総合9位を記録した[1]。
- 7月28日 - 江戸川乱歩が死去。享年70。
- 7月30日 - 谷崎潤一郎が死去。享年79。
- 8月17日 - 高見順が死去。
- 8月26日 - 日本民主主義文学同盟創立。初代議長に江口渙を選出。機関誌『民主文学』は同年12月号が創刊号となる。
- 9月 - 第1回谷崎潤一郎賞の選考会開催。
- 10月 - 川端康成が日本ペンクラブ会長を辞任し、芹沢光治良が後任となる。
- 10月14日 - AP通信がストックホルム発で、’65年度ノーベル文学賞最終候補に三島由紀夫と、故・谷崎潤一郎が挙がっている模様と報道[2]。

## 賞

### 芥川賞・直木賞
第52回（1964年下半期）
- 芥川賞 - 該当作なし
- 直木賞 - 永井路子『炎環』、安西篤子「張少子の話」

第53回（1965年上半期）
- 芥川賞 - 津村節子『玩具』
- 直木賞 - 藤井重夫「虹」

### その他の賞
- 谷崎潤一郎賞（第1回） - 小島信夫『抱擁家族』
- 群像新人文学賞（第8回） - 黒部亨『砂の関係』
- 文部省芸術祭賞（第20回） - 三島由紀夫『サド侯爵夫人』

## 1965年の本

### 小説・戯曲
- 安部公房 『榎本武揚』（中央公論社）
- 川端康成 『美しさと哀しみと』（中央公論社）、『片腕』（新潮社）、『たまゆら（上）』（新潮社）
- 小島信夫 『抱擁家族』（講談社）
- 三島由紀夫 『音楽』（中央公論社）、『三熊野詣』（新潮社）、『サド侯爵夫人』（河出書房新社）
- 山崎豊子 『白い巨塔』（新潮社）

### 評論
- 三島由紀夫 『目――ある芸術断想』（集英社）

### その他
- 安部公房 『砂漠の思想』（講談社）
- 伊丹十三 『ヨーロッパ退屈日記』（文藝春秋）
- 坂東三津五郎 『聞きかじり 見かじり 読みかじり』（三月書房）
- 広島市原爆体験記刊行会編 『原爆体験記』（朝日新聞社）
- 山本正秀 『近代文体発生の史的研究』（岩波書店）

## 物故
- 1月4日 - T・S・エリオット、イギリスの詩人・劇作家・批評家。1948年にノーベル文学賞を受賞した。76歳没。
- 1月12日 - 大坪砂男、日本の探偵小説作家。60歳没。
- 2月20日 - 山川方夫、日本の小説家。交通事故により死去。34歳没。
- 5月3日 - 中勘助、日本の小説家・詩人。79歳没。
- 6月5日 - エリナー・ファージョン、イギリスの児童文学作家・詩人。84歳没。
- 7月28日 - 江戸川乱歩、日本の小説家。70歳没。
- 7月30日 - 谷崎潤一郎、日本の小説家。79歳没。
- 8月17日 - 高見順、日本の小説家。58歳没。
- 10月14日 - ランダル・ジャレル、米国の詩人・文芸評論家。51歳没。
- 12月16日 - サマセット・モーム、イギリスの小説家・劇作家。91歳没。